# Hypocaccus omissus
Hypocaccus omissus är en skalbaggsart som först beskrevs av Thomas Casey 1916.  Hypocaccus omissus ingår i släktet Hypocaccus och familjen stumpbaggar. Inga underarter finns listade i Catalogue of Life.